# Вільям Булліт
Вільям Крістіан Булліт молодший (англ. William Christian Bullitt, Jr.; 25 січня 1891 Філадельфія, штат Пенсільванія — 15 лютого 1967, Неї-сюр-Сен, Франція) — державний і політичний діяч США, перший посол США в СРСР після визнання СРСР Сполученими Штатами в 1933 році.

## Життєпис
Походив із впливової родини філадельфійських банкірів. В молоді роки займався журналістикою і довго жив за кордоном, що дозволило опанувати французьку і німецьку мови.
Закінчив Єльський університет в 1912 році.
В 1917 призначений президентом США Томасом Вудро Вілсоном заступником Державного секретаря США, на мирній конференції в Парижі входив в апарат радників Вільсона. У березні 1919 очолив секретну міжнародну місію в Радянську Росію, де зустрічався з Володимиром Леніним. Місія візиту, серед іншого, передбачала отримання від нової російської влади згоди щодо визнання боргів царської Росії, а також розділення колишньої Російської імперії на незалежні держави. Місія завершилася невдачею, бо хворий президент Вудро Вільсон не виявив цікавості до реалізації попередніх угод, яких досягла місія, а невдовзі ситуація більшовиків суттєво покращилася, і вони вже вимагали більшого.
Два місяці по тому пішов з Державного департаменту на знак протесту проти умов Версальського мирного договору.
В 1933, після участі в успішній передвиборної кампанії президента Франкліна Рузвельта, призначений спеціальним помічником державного секретаря Корделла Голла.
21 листопада 1933 року, після офіційного визнання СРСР Сполученими Штатами, був призначений першим послом США в СРСР. Вручення вірчих грамот відбулося 13 грудня.
Сприяв укладанню першої торгової угоди між США і СРСР 1935. Незважаючи на теплі особисті стосунки з Йосипом Сталіним та іншими радянськими керівниками, інформував свій уряд про найгірші прояви сталінського режиму.
16 травня 1936 був відкликаний в США президентом Франкліном Рузвельтом, після чого призначений послом у Франції, де пропрацював до нацистської окупації 1940 року.

## Сім'я
В 1923 розлучився і в наступному році одружився з Луїзою Брайант, вдовою Джона Ріда, автора книги «Десять днів, які потрясли світ». Їх спільна дочка народилася всього через 3 місяці після укладення шлюбу. В 1930 цей шлюб розпався.
Донька була відомою конезаводчицею. Була одруженою 4 рази, але дітей не мала.

## Цікаві факти
22 квітня 1935 року Булліт влаштував в американському посольстві пишний офіційний прийом, на який, серед інших, був запрошений і Михайло Булгаков з дружиною. Цей прийом став прообразом балу у сатани в романі Булгакова «Майстер і Маргарита».